# Edward Kirby
Edward Kirby (Edward Buckler „Ed“ Kirby; * 30. Oktober 1901 in Washington, D.C.; † 5. Juni 1968 in West Orange) war ein US-amerikanischer Mittel- und Langstreckenläufer.
1923 wurde er für die Cornell University startend mit seiner persönlichen Bestzeit von 4:17,8 min IC4A-Meister im Meilenlauf.
1924 wurde er US-Meister über 880 Yards. Beim Mannschaftsrennen über 3000 m der Olympischen Spiele in Paris kam er auf den sechsten Platz und gewann mit dem US-Team Bronze.